# Championnat du Luxembourg de football 1966-1967
Navigation
Saison précédente Saison suivante
La saison 1966-1967 du Championnat du Luxembourg de football était la 53e édition du championnat de première division au Luxembourg. Les douze meilleurs clubs du pays se retrouvent au sein d'une poule unique, la Division Nationale, où ils s'affrontent deux fois, à domicile et à l'extérieur. À l'issue du championnat, les deux derniers du classement sont relégués et remplacés par les deux meilleurs clubs de Division d'Honneur, la deuxième division luxembourgeoise.
Le club de la Jeunesse d'Esch remporte le titre après avoir terminé en tête du classement final du championnat, avec 6 points d'avance sur le CA Spora Luxembourg et 9 sur l'Union Luxembourg. C'est le 9e titre national de l'histoire du club. Le tenant du titre, l'Aris Bonnevoie, ne prend que la 4e place à 10 points de la Jeunesse mais se console en remportant la finale de la Coupe du Luxembourg face à l'Union Luxembourg/

## Les 12 clubs participants
| - Stade Dudelange - CS Pétange - US Mondorf - Promu de Division d'Honneur - US Rumelange - CA Spora Luxembourg - Aris Bonnevoie | - AS La Jeunesse d'Esch - Union Luxembourg - US Dudelange - Avenir Beggen - Jeunesse Wasserbillig - Rapid Neudorf - Promu de Division d'Honneur |

## Compétition

### Classement
Le barème utilisé pour établir le classement est le suivant :
- Victoire : 2 points
- Match nul : 1 point
- Défaite : 0 point

| Rang | Équipe                 | Pts | J  | G  | N | P  | Bp | Bc | Diff |
| ---- | ---------------------- | --- | -- | -- | - | -- | -- | -- | ---- |
| 1    | Jeunesse d'Esch        | 36  | 22 | 16 | 4 | 2  | 55 | 20 | +35  |
| 2    | CA Spora Luxembourg    | 30  | 22 | 13 | 4 | 5  | 40 | 23 | +17  |
| 3    | Union Luxembourg       | 27  | 22 | 12 | 3 | 7  | 57 | 31 | +26  |
| 4    | Aris Bonnevoie (T) (C) | 26  | 22 | 10 | 6 | 6  | 48 | 29 | +19  |
| 5    | US Dudelange           | 25  | 22 | 12 | 1 | 9  | 50 | 41 | +9   |
| 6    | US Mondorf (P)         | 22  | 22 | 9  | 4 | 9  | 38 | 47 | -9   |
| 7    | US Rumelange           | 21  | 22 | 8  | 5 | 9  | 32 | 30 | +2   |
| 8    | Avenir Beggen          | 18  | 22 | 8  | 2 | 12 | 46 | 46 | 0    |
| 9    | CS Pétange             | 18  | 22 | 7  | 4 | 11 | 33 | 50 | -17  |
| 10   | Stade Dudelange        | 15  | 22 | 6  | 3 | 13 | 31 | 49 | -18  |
| 11   | Jeunesse Wasserbillig  | 13  | 22 | 5  | 3 | 14 | 30 | 59 | -29  |
| 12   | Rapid Neudorf (P)      | 13  | 22 | 4  | 5 | 13 | 21 | 56 | -35  |

|  | Qualification pour la Coupe d'Europe des clubs champions 1967-1968                           |
|  | Qualification pour la Coupe des Coupes 1967-1968                                             |
|  | Qualification pour la Coupe des villes de foires 1967-1968                                   |
|  | Relégation en Division d'Honneur                                                             |
|  | (T) Tenant du titre (C) Vainqueur de la Coupe du Luxembourg (P) : Promu de deuxième division |

## Bilan de la saison
| Championnat du Luxembourg de football 1966-1967 |                            |
| Champion                                        | Jeunesse d'Esch (9e titre) |
| Coupes et trophées                              |                            |
| Vainqueur de la Coupe du Luxembourg 1966-1967   | Aris Bonnevoie             |
| Qualifications continentales                    |                            |
| Coupe d'Europe des clubs champions 1967-1968    | Jeunesse d'Esch            |
| Coupe des Coupes 1967-1968                      | Aris Bonnevoie             |
| Coupe des villes de foires 1967-1968            | CA Spora Luxembourg        |
| Promotions et relégations                       |                            |
| Promus en Division Nationale                    | Red Boys Differdange       |
| Promus en Division Nationale                    | Progrès Niedercorn         |
| Relégués en Division d'Honneur                  | Jeunesse Wasserbillig      |
| Relégués en Division d'Honneur                  | Rapid Neudorf              |